# ライアン・イサーク・メンデス・ダ・グラサ
ライアン・イサーク・メンデス・ダ・グラサ（ポルトガル語: Ryan Isaac Mendes da Graça}、1990年1月8日 - ）は、カーボベルデとフランスのサッカー選手。カーボベルデ代表。ポジションはFW。

## クラブ歴
ミンデロに生まれ、地元のバトゥケFCでサッカーを始めた。2008年にル・アーヴルACに移籍、2009年5月13日にリーグ・アンで初出場。レスター・シティFCのスカウトも彼に目を光らせていたが、結局はリヤド・マフレズを獲得した。
2012年にリールに移籍。右足首の腱の手術のために2012-13シーズンの後半を棒に振っていたのだが、リーグ公式ウェブサイトには引退と記されてしまった。2015年9月4日にノッティンガム・フォレストFCに1シーズンの期限付き移籍。2015年9月24日に移籍後初得点。
2017年1月にカイセリスポルに移籍。
2018年7月にシャールジャFCに移籍。
2020年7月にアル・ナスルSCに移籍。
2023年8月10日、ファティ・カラギュムリュクSKに2年契約で移籍。

## 代表歴
U-16代表、U-21代表としての出場歴がある。
A代表初出場は2010年8月11日のセネガル代表との親善試合。2011年10月8日のアフリカネイションズカップ2012予選グループA・ジンバブエ代表戦で代表初得点。